# 王雅芬
王雅芬（1969年10月19日—）出生在台灣新北市五股區，跑步耐力強，專長於長跑、超馬、全馬等田徑運動。在2014年7月，至法國參加穿越法國超馬賽，全程有19天1192KM，最後她以女子總排名第二名完成賽事。
素有超馬女王稱號的她，平時除了在蘆洲慢跑社團之外，也會把自己的超馬心得分享給其他跑者，期望他們能夠健康跑旅，當然也有很多超馬跑者跟她請益！

## 生平
- 1969.10.在台北縣五股鄉出生
- 1988.06.北一女畢業
- 1992.06.成功大學畢業
- 2006.04.獲得生平的第一座獎盃----半馬
- 2010.10.挑戰初次馬拉松----梨山馬女子總成績第一名
- 2011.10.挑戰初次12H超馬----108.29K（達國家級選手標準）
- 2012.02.超馬女王誕生
- 2012.02.挑戰初次24H超馬----185.23K（達國家級選手標準）
- 2013.02.挑戰初次48H超馬----276.28K（達國家級選手標準）
- 2013.04.挑戰初次環台成功(環繞台灣超級馬拉松名列女子第四名)
- 2014.07.完成 (穿越法國)，全程有19天1192KM 拿下女總二
- 2015.10.舉辦(如來神掌100式) 100公里活動造成轟動
- 2016.05.公視誰來晚餐8 第8集 超馬女王在我家 播出
- 2017.04.完成全台最難賽程(橫越台灣246K) 是本活動至2023止完成的 9位台籍女子之一
- 2018.05.挑戰第二次環台成功(與配偶蘇榮發一起跑步環台旅遊)
- 2019.09.轉戰單車---第一次就騎菜籃車從凌雲路上觀音山遊客中心不落地*3趟
- 2020.02.挑戰48H超馬------302.813K(達國家級選手標準，為2020止台灣女子48H排名第四佳績)
- 2021.04.代表成功大學校友參加2021全國大學運動會聖火環台
- 2022.09.右腳半月板斷裂，在台北台安醫院進行手術接合